# Robert Jonckhèere
Robert Louis Charles Jonckhèere, né le 25 juillet 1888 à Roubaix et mort le 27 juin 1974 à Marseille, est un riche industriel du textile, amateur d'astronomie à ses débuts, devenu astronome professionnel, qui fut un très grand découvreur d'étoiles doubles. Tout au long de sa carrière, il aura découvert plus de 3 350 étoiles doubles.

## Biographie

### Jeunesse
Fils d'un riche industriel du textile, Robert Jonckhèere manifeste très tôt son goût pour l'astronomie. À l'âge de 12 ans, il commence à voyager en Angleterre pour se familiariser avec la langue et l'industrie du textile. Il fait ses études au lycée de Tourcoing puis au collège Notre Dame des Victoires de Roubaix.
Grâce à sa fortune familiale, il se fait construire un observatoire privé sur le toit de la maison familiale en cadeau d'anniversaire pour sa majorité. Dès 1905, il devient membre de la société astronomique de France. En 1907, il recherche un emplacement pour un nouvel observatoire et trouve une colline surélevée de 20 m par rapport aux alentours sur un terrain qui se situe aujourd'hui dans la ville de Hem. La construction commence en décembre 1907 et se termine par la pose de la lunette sous la coupole en 1909.
N'étant qu'astronome amateur, Robert Jonckhèere travaille dans l'entreprise de son père et lui succède au début des années 1920.

### L'observatoire de Hem
L'observatoire de Robert Jonckhèere n'est pas uniquement consacré à l'astronomie. À l'intérieur des bâtiments se trouvaient plusieurs bureaux, une maison d'habitation, une bibliothèque et une station météorologique.

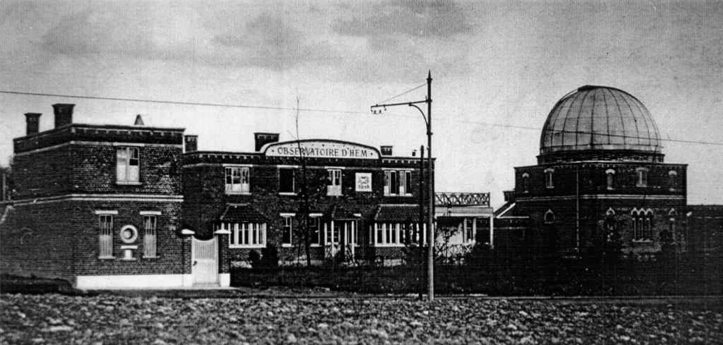
Photo de l'observatoire d'astronomie de Hem après 1909

#### La lunette

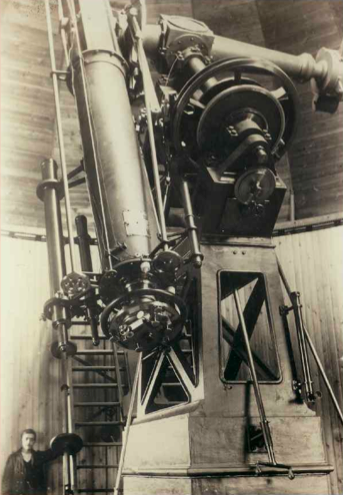
Lunette de l'observatoire d'astronomie de Hem

Robert Jonckhèere commande à la société Mailhat une lunette astronomique. La construction de la coupole et de la lunette lui coûtent 36 000 F de l'époque, soit l'équivalent de 110 000 € d'aujourd'hui.
La lunette a une distance focale d'environ 6 000 mm pour des lentilles de 341 mm de diamètre dont 326 mm de diamètre utile. Une monture équatoriale en fonte est installée afin d'y placer l'instrument en équilibre et de pouvoir ainsi compenser le mouvement de rotation de la Terre avec un seul moteur de faible puissance.
Le moteur d'entrainement, à l'époque mécanique, est constitué d'un simple poids sur poulie, la poulie étant reliée à l'axe équatorial de rotation. Un trou au milieu du pilier de la lunette permettait au poids de descendre jusqu'à l'étage inférieur et d'avoir une grande durée d'autonomie pour l'observation.
À l'origine la lunette est accompagnée de deux instruments. Un chercheur de 90 mm permettant de trouver plus facilement les étoiles en ayant un grossissement modéré et un micromètre à fils. Le micromètre à fils, encore visible aujourd'hui à l'observatoire d'astronomie de Lille, est l'instrument qui a permis à Robert Jonckhèere de mesurer les parallaxes des étoiles doubles observées depuis son observatoire de Hem.

#### Le rôle de l'observatoire
Bien que Robert Jonckhèere ne soit qu'astronome amateur, l'observatoire se met à avoir une activité scientifique quotidienne. Dès son ouverture en 1909, l'équipement des lieux permet, deux fois par jour, de télégraphier un bulletin météorologique local. En 1911, à la suite de l'entrée de Robert Jonckhèere dans la commission météorologique départementale, l'observatoire est inscrit au réseau national de météorologie.
L'observatoire participe également au service de l'heure reconnu comme un service d'utilité publique, ce qui lui permet d'obtenir des subventions du conseil général du Nord.
Robert Jonckhèere s'étant également rapproché de l'Université de Lille se voit rapidement confier un cours pratique d'astronomie. En 1912 il renomme même son observatoire en « observatoire de l'Université de Lille ».

#### Première guerre mondiale
En 1914, lorsque la guerre éclate, Robert Jonckhèere se porte volontaire dans l'armée pour mettre à profit ses compétences linguistiques mais dès août 1914, le général Percin lui notifie que ses services ne sont plus nécessaires.
Dès le début de la guerre, l'observatoire de Hem est occupé par les Allemands et Robert Jonckhèere part se réfugier en Angleterre où sa femme et ses enfants l'attendent. Durant cette période, il est accueilli à l'observatoire royal de Greenwich, ce qui lui permet de continuer l'étude des étoiles doubles et de publier une compilation de ses connaissances sur les étoiles doubles pour laquelle il reçoit le prix Lalande de l'Académie des Sciences.
Durant les années de guerre, Robert Jonckhèere travaille au service d'optique de l'arsenal royal à Woolwich afin de subvenir aux besoins de sa famille.
C'est à la fin de la guerre que les difficultés commencent. Lorsqu'il rentre en France, la lunette de l'observatoire a été abîmée par l'occupant et l'entreprise familiale à Roubaix est en ruine.
En 1920, Robert Jonckhèere reprend la direction de l'entreprise de son père mais la dévaluation du franc et la fermeture des frontières économiques entre la France et l'Angleterre vont en quelques années avoir raison de l'entreprise et de l'observatoire. Entre 1927 et 1929, des négociations se déroulent entre Robert Jonckhèere et l'Université de Lille pour le rachat du matériel de l'observatoire. L'accord final comprend le rachat de la lunette et du matériel de l'observatoire mais pas des bâtiments. Les instruments sont transférés à l'actuel Observatoire de Lille et le bâtiment de la coupole de l'observatoire de Hem est détruit. Seule subsiste aujourd'hui la maison d'habitation agrémentée d'un étage supplémentaire et une plaque commémorative posée devant la maison pour les 100 ans de l'observatoire.

### Carrière professionnelle
Malgré ses demandes, Robert Jonckhèere ne peut obtenir un poste de chercheur à l'Observatoire de Lille, faute de diplôme universitaire reconnu. Il part alors pour Marseille en 1929, après avoir vendu les terrains et les bâtiments de son ancienne installation.
À Marseille, Robert Jonckhèere se fait connaître à l’Observatoire de Marseille mais doit exercer différents petits métiers pour vivre. Ce n'est qu'en 1942 qu'il réussit le concours d’entrée au CNRS qui le nomme Maître de Recherche, astronome professionnel à l’Observatoire de Marseille. Il continue ses travaux et ses découvertes d’étoiles doubles en utilisant le télescope de Léon Foucault de 80 cm de diamètre. Il reçoit alors le prix Becquerel de l'Académie des Sciences en 1943.
Il devient rédacteur en chef du « Journal des Observateurs », publication de référence de la recherche astronomique française de l’époque. Il prend sa retraite en 1962.
Au cours de sa carrière, il aura découvert plus de 3 350 étoiles doubles. En 1967, il reçoit le prix de l’Académie des Sciences pour l’ensemble de ses travaux.

## Publications
- Jonckheere R. (1911) Stars, double and multiple, Cent nouvelles étoiles doubles. Monthly Notices of the Royal Astronomical Society, 71, 750 (notice du The Smithsonian/NASA Astrophysics Data System)
- Jonckheere R (1911) Stars, Double and multiple, Mesures d'étoiles doubles à l'Observatoire de Lille. Monthly Notices of the Royal Astronomical Society, 72, 156 (avec The SAO/NASA Astrophysics Data System)
- Jonckheere R. (1912) Stars, Double and multiple, Nouvelles étoiles doubles. Monthly Notices of the Royal Astronomical Society, 72, 188 (SAO/NASA Astrophysics Data System ou ADS)
- Jonckheere R (1944) Sur les Catalogues d'Etoiles doubles et en particulier sur celui de RG Aitken. Journal des Observateurs, 27, 73 (avec SAO/NASA Astrophysics Data System (ADS))

## Honneur
L'astéroïde (164130) Jonckheere est nommé en son honneur.